# Mijarca
Mijarca – wieś w Rumunii, w okręgu Mehedinți, w gminie Prunișor. W 2011 roku liczyła 52 mieszkańców.